# Stiftskirche Öhringen

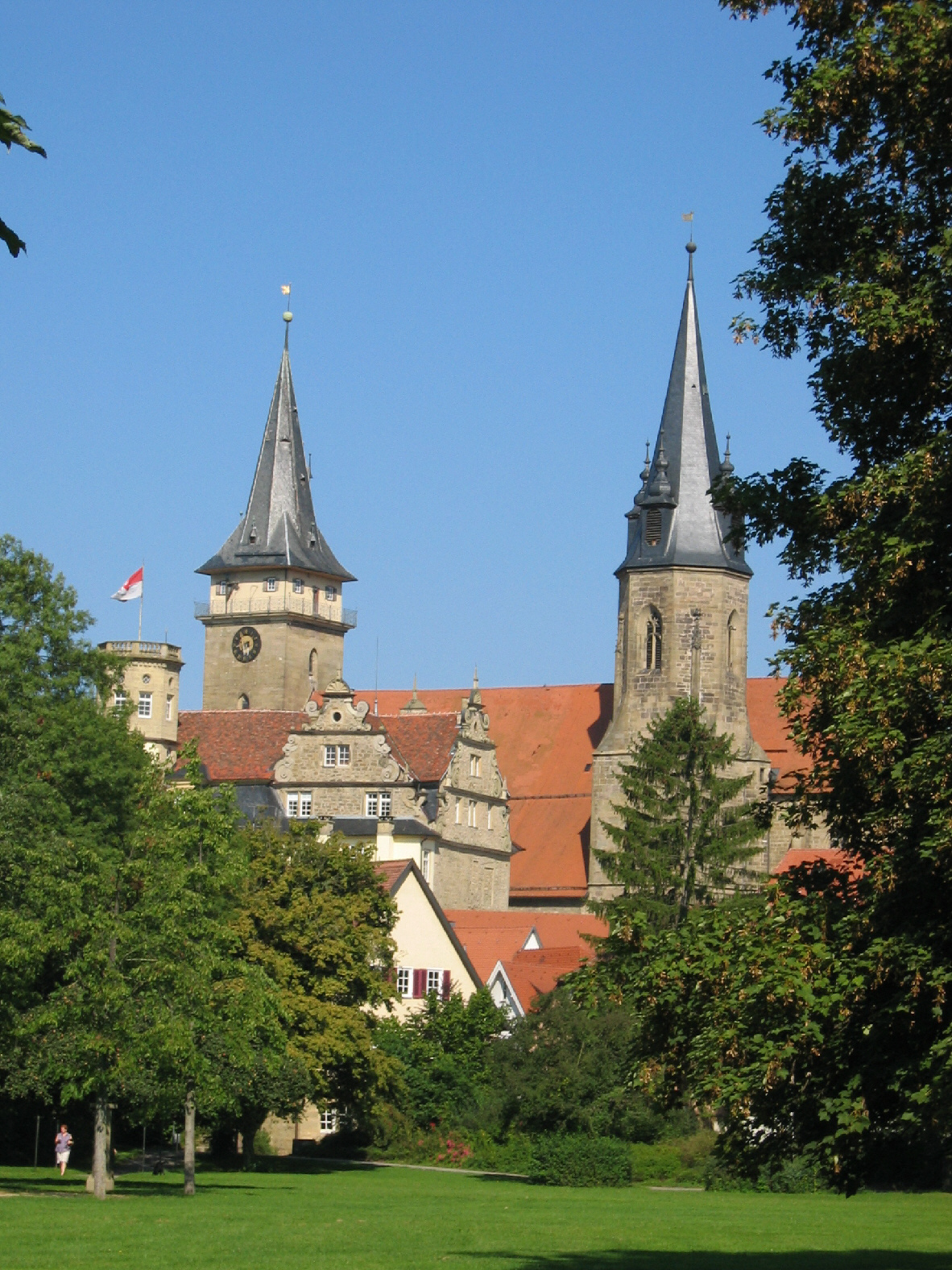
Stiftskirche und Schloss

Die evangelische Stiftskirche St. Peter und Paul ist das weithin sichtbare Wahrzeichen der Stadt Öhringen. Die spätgotische, dreischiffige Hallenkirche wurde von 1454 bis 1497 errichtet.

## Geschichte
Hauptartikel: Chorherrenstift Öhringen

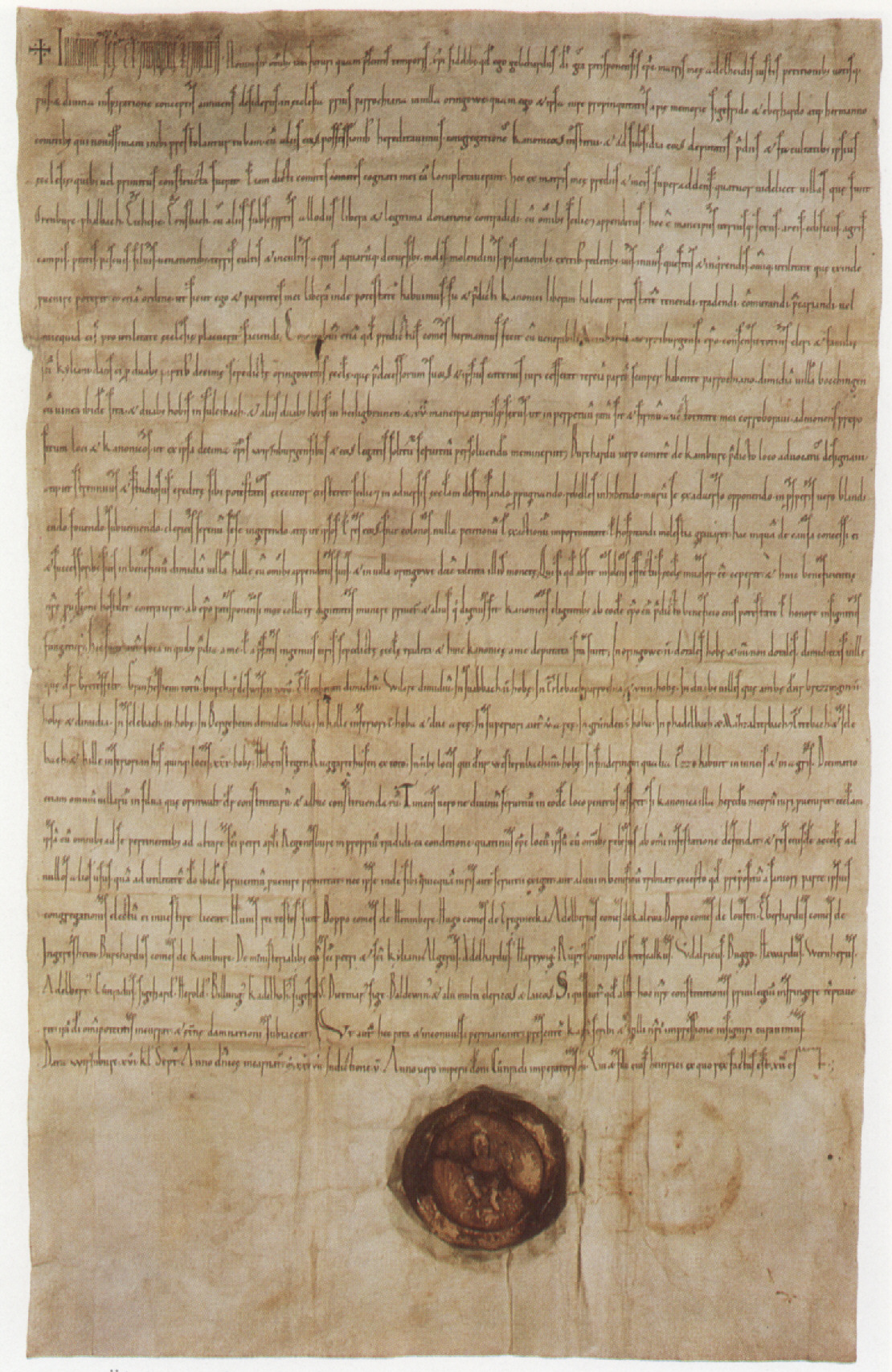
Öhringer Stiftungsbrief, datiert auf das Jahr 1037

Die erste urkundliche Erwähnung einer Kirche in Öhringen erfolgte im Jahr 1037, als die damals bereits dort befindliche Pfarrkirche durch eine Stiftung Bischof Gebhardts III. von Regensburg und seiner Mutter Adelheid in ein Chorherrenstift umgewandelt wurde. Die Urkunde über diese Stiftung ist der Öhringer Stiftungsbrief.
An der Stelle der heutigen Stiftskirche befand sich ursprünglich wohl eine Holzkapelle oder -kirche, die eventuell schon vor der Stiftung 1037 durch einen einschiffigen Steinbau ersetzt worden war. Neben der Stiftskirche lag ursprünglich der Ortsfriedhof, der jedoch 1520 vor die Tore der Stadt verlegt wurde. Der Platz bei der Kirche wurde dann zum Marktplatz.
Eigenkirchherr der Stiftskirche war das Bistum Regensburg, die Kirche erhielt die Heiligen Petrus und Paulus als Patrone. Die Kirche war von Anfang an als Stifts- und Pfarrkirche konzipiert, das heißt, der östliche Teil war den Chorherren, der westliche den Laien vorbehalten. Das Chorherrenstift war ein der so genannten Aachener Form folgendes Stift ohne Gütergemeinschaft, das jedem der Stiftsherren einen eigenen Wohnsitz und Hausstand zugestand. Die Stiftsherren führten ursprünglich ihre gottesdienstlichen Pflichten selbst aus, ließen sich später jedoch durch geringer besoldete Vikare vertreten. Der Konvent der Stiftsherren wählte aus seiner Mitte einen Propst, der das Stift nach außen vertrat. Auch die Pröpste lebten oft nicht vor Ort. 1509 hatte 100 Jahre kein Propst mehr in Öhringen gelebt.

### Baugeschichte

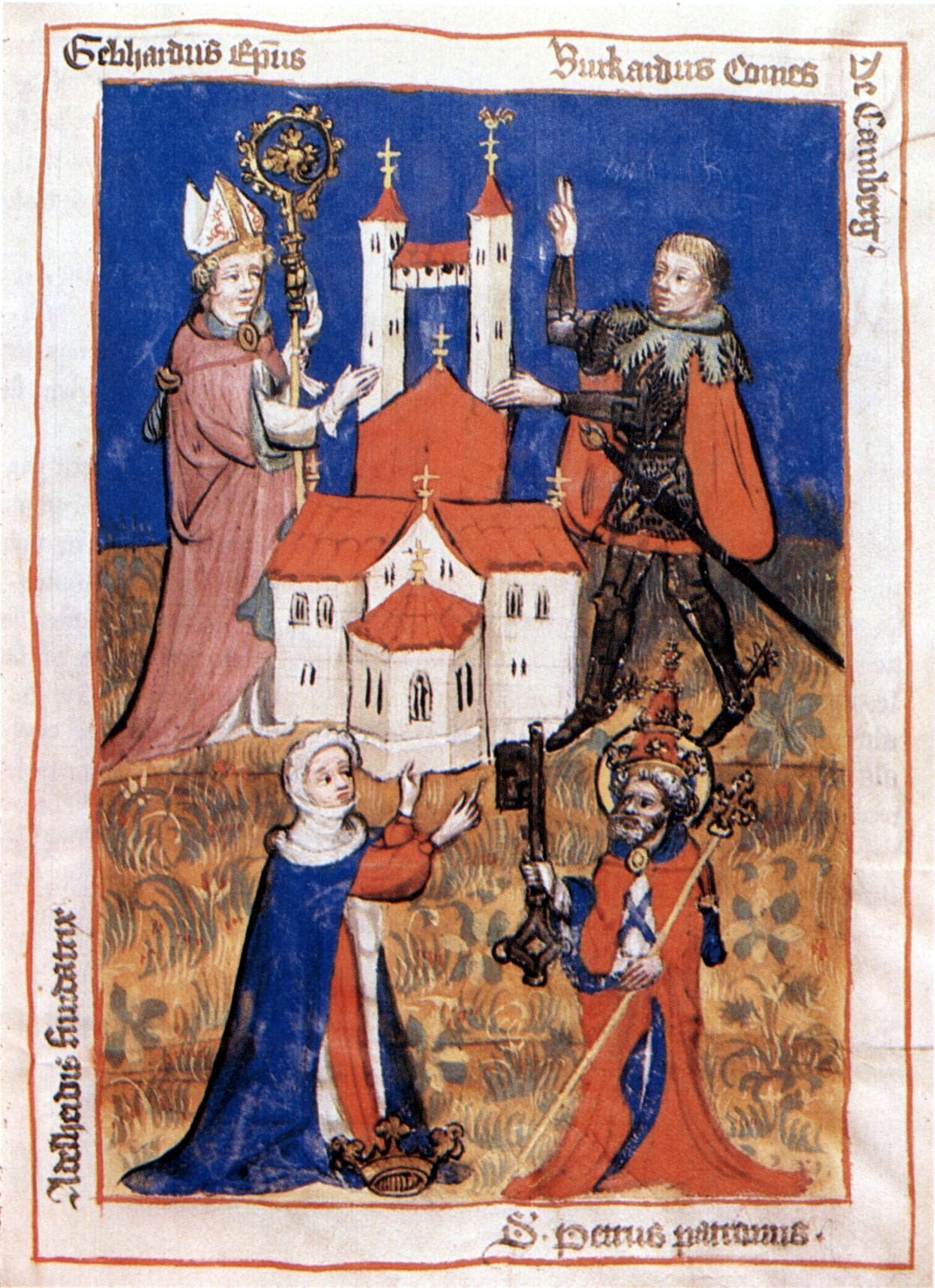
Gründung des Chorherrenstifts 1037

Am 3. Januar 1453 erteilte Papst Nikolaus V. in einer in Rom ausgestellten Bleibulle der Stiftskirche Öhringen und allen denen, die an Peter und Paul die Kirche besuchten und zu ihrer Erbauung eine Stiftung machten, einen Ablass. 1454 begann man die in schlechten Zustand geratene Kirche von Osten her zu erneuern. Die erste Baurechnung stammt aus dem Jahr 1453, eine Steininschrift am nördlichen Strebepfeiler nennt als Datum der Grundsteinlegung den 31. März 1454. 1457 waren bereits der Läutturm erbaut und drei Altäre in der Gruft aufgestellt, als der andere Turm an der Westseite nach einem Unwetter einstürzte und dabei einen Teil des Kirchenschiffs ruinierte, worauf die völlige Erneuerung der Kirche notwendig wurde. Der erste Bauabschnitt mit der Weihe des oberen Choraltars wurde 1467 abgeschlossen. Danach wurde der Bau der Kirche für fast 20 Jahre unterbrochen und erst ab 1486 fortgesetzt. Im Jahr 1494 konnten zehn Altäre im Langhaus geweiht werden, im Jahr 1497 dürfte mit der Einwölbung des Kirchenschiffes die bauliche Fertigstellung der Kirche erfolgt sein, die Ausstattung war im Jahr 1501 vollendet. Die Gesamtbaukosten beliefen sich auf 10.000 bis 12.000 Gulden. Der Baumeister des Chores ist unbekannt, als Baumeister der restlichen Anlage gelten Hans von Aurach und der Heilbronner Bernhard Sporer, ein Schüler Aberlin Jörgs, dessen Schule der gesamte Bau zugerechnet wird.
Das Dachwerk des Chors wurde 1462, das der Vierung 1469 aufgerichtet. Das Dachwerk des Langhauses wurde 1489 aufgerichtet, wie dendrochronologische Untersuchungen ergaben. Bemerkenswert am Dachstuhl der Stiftskirche ist, dass er nahezu identisch ist mit der alten Konstruktion des Dachstuhls der Stuttgarter Stiftskirche. Der komplette Dachstuhl wurde in den Jahren 1985 bis 1987 umfassend saniert.
In den Jahren 1502 bis 1507 wurde die Kirche von Baumeister Sporer um das Stiftsgebäude und den dreiflügeligen Kreuzgang ergänzt. Dieser wurde vermutlich an Stelle eines romanischen Vorgängers errichtet. Das Äußere des Stiftsgebäudes erscheint gegen Westen, zum Marktplatz hin, als Giebelhaus mit einem spitzbogigen Portal zum Kreuzgang und einem Torbogen zum Stiftshof. Das heute nicht mehr bestehende, nördlich anschließende Fruchthaus wurde 1589 im Renaissance-Stil erbaut.
Das unmittelbar an die Kirche anschließende, zum Marktplatz zeigende Kornhaus gehörte nicht zum Gebäudeensemble des Stifts. Es wurde 1568 erstmals als Ratstrinkstube erwähnt und diente daneben als Brot- und Kornhaus.

### Chorherrenstift
Bereits im späten 15. Jahrhundert erlebte das Stift einen finanziellen und moralischen Niedergang. Die Verweltlichung der Sitten im Stift führte zu „ärgerlichen Ausschreitungen“ und „sorgenlosem Genuss“. 1514 verkaufte das Stift aus Geldnot Altbesitz in Eichach, Pfahlbach und Ernsbach an Graf Kraft VI. von Hohenlohe. Mit der Reformation wurde die Stiftsverwaltung samt Stiftskirche im Jahr 1556 dann komplett vom Haus Hohenlohe übernommen. Die Stiftspersonen durften noch bis an ihr Lebensende im Chor die katholische Messe halten, wofür bis 1581 eine Mauer Chor und Kirchenschiff trennte. Nach der Mediatisierung wurde das Stiftsvermögen von Württemberg eingezogen, so dass sich die Stiftskirche bis heute im Besitz des Landes Baden-Württemberg befindet.

### Gymnasium

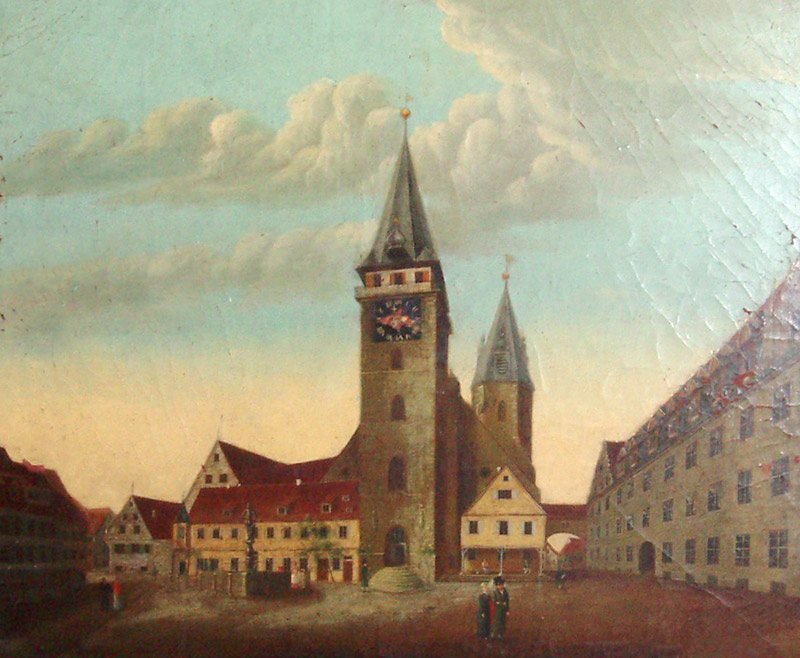
Stiftskirche 1823

Die früheste Schule in Öhringen im 16. Jahrhundert geht auf das Chorherrenstift zurück. Im Stiftsgebäude war noch bis 1956 das Öhringer Gymnasium untergebracht, das nach der Auflösung des Chorherrenstifts in ein Landesgymnasium umgewandelt worden war. Im Stiftsgebäude befinden sich unter anderem Veranstaltungsräume der evangelischen Kirchengemeinde (Weizsäcker-Saal) sowie die Diakonische Bezirksstelle.
Besondere Bedeutung kam dem Türmer zu. Die älteste Urkunde, die einen Türmer auf dem Blasturm erwähnt, datiert aus dem Jahr 1521. Seit dem Ende des 16. Jahrhunderts sind die Türmer nahezu lückenlos belegt. Bis zum Tod des letzten Türmers 1902 war die Stelle besetzt. Der Türmer wachte über die Stadt. Er musste die Zeit „anblasen“ (bis zur Einrichtung einer mechanischen Turmuhr im 18. Jahrhundert) und bei Feuer die Feuerglocke läuten. Die Reformation bezog den Türmer immer stärker auch als Musiker in der Kirche ein. Aus dem vormaligen Stadtpfeifer wurde mehr und mehr ein „Stadt-Musicus“, der zusammen mit seinen Gesellen für die Musik zu den verschiedensten Anlässen sorgte. Daraus entwickelte sich über die Jahrhunderte die heutige Stadtkapelle Öhringen, deren Dirigent auch heute noch bei der Stadt Öhringen angestellt ist. Blechbläser der Stadtkapelle versehen bis heute den Dienst, nach dem sonntäglichen Gottesdienst auf dem Blasturm einige Choräle zu spielen. Die Türmerwohnung wurde im Zweiten Weltkrieg als Beobachterstellung für die Flugabwehr und nach Kriegsende als Notwohnung für Vertriebene und Flüchtlinge  genutzt. 1991 wurde sie zum Museum umgestaltet.

## Beschreibung

### Blasturm und Läutturm

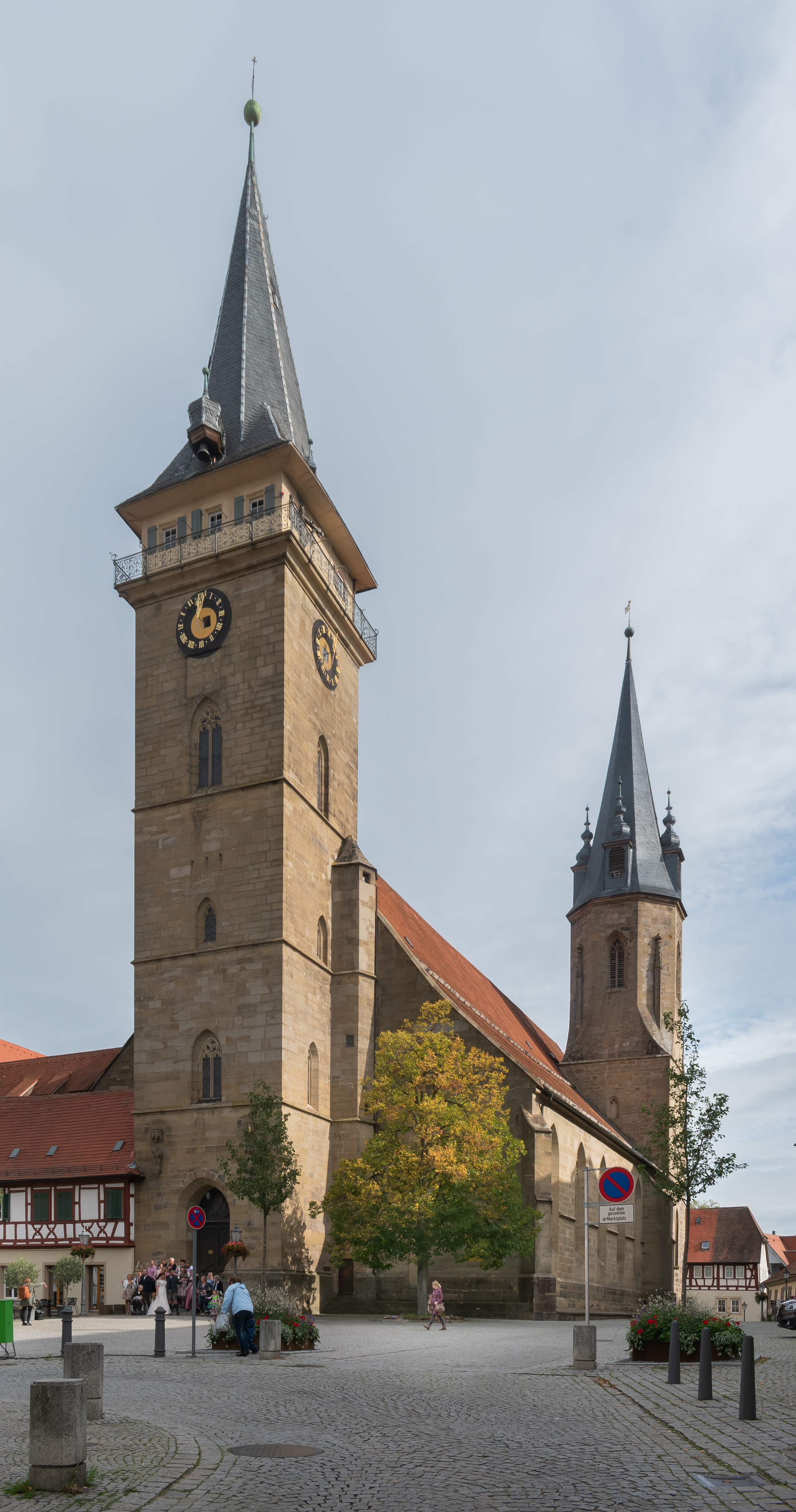
Stiftskirche mit Blasturm und Läutturm

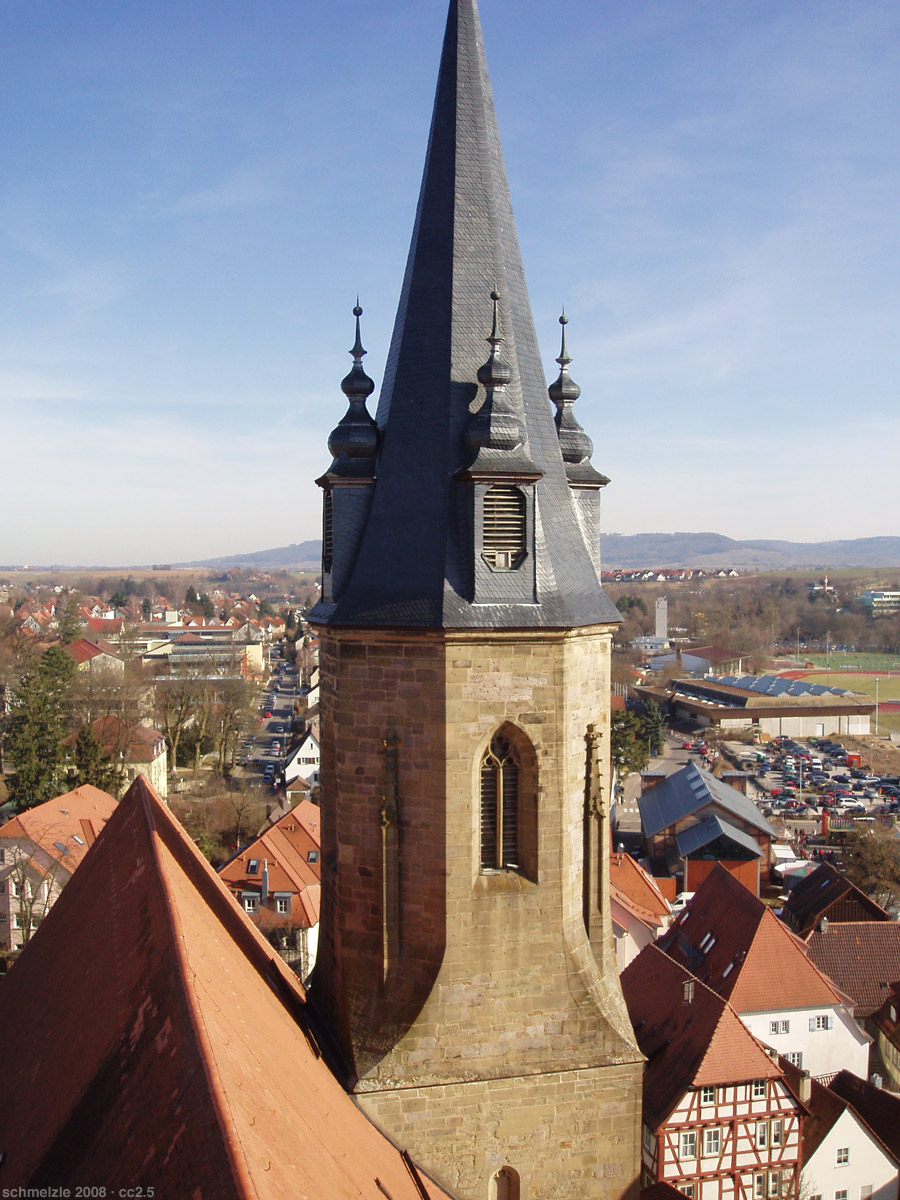
Läutturm

Die Stiftskirche hat zwei Türme, den im Westen gelegenen Blasturm mit Türmerwohnung und den Läutturm genannten Glockenturm im Osten. Der Blasturm ist 56,16 Meter hoch. Er wurde 1494 mit dem Neubau der Kirche fertiggestellt. An den Turm wurde im Jahr 1498 ein „Almosenhäuschen“ angebaut, das heute nicht mehr besteht. Die erste bauliche Veränderung am Blasturm wurde 1614 vorgenommen, als das farbige Ziegeldach durch ein Schieferdach ersetzt wurde. Der steinerne Umgang des Turms in 32 Metern Höhe wurde im Jahr 1727 mit einem eisernen Geländer versehen.
Der Blasturm besteht aus sieben Stockwerken und dem Dachstuhl. Über dem Haupteingang zur Stiftskirche, das sich im unteren Teil des Turms befindet, sind die Statuen der Patrone Petrus und Paulus angebracht. Der Turm ist mit einer Turmuhr ausgestattet, die auf allen vier Turmseiten ein Zifferblatt aufweist. In den Stockwerken befinden sich neben zwei Archiven der hohe Uhrenraum mit einem alten Uhrwerk, die Musikkammer, der sogenannte „Verschlooch“ (Verschlag, Schlafkammer des Türmergehilfen) und die Türmerwohnung mit Umgang im siebten Stock. Der Umgang ermöglicht den Sichtkontakt zu allen Türmen der Öhringer Stadtmauer.
Seit dem Beginn des 16. Jahrhunderts befand sich im zweiten und dritten Stock des Blasturms das Gemeinschaftliche Hausarchiv des Hauses Hohenlohe (gegründet 1511) sowie das Gemeinschaftliche Archiv der Hohenloher-Neuensteiner Linie (gegründet 1609). Mit der Renovierung des Turms 1956 wurde der Archivstandort aufgegeben. Die beiden Archive befinden sich seitdem im Hohenlohe-Zentralarchiv im Schloss Neuenstein, wo alle anderen hohenlohischen Archive verwahrt werden und benutzbar sind.
Der 54,56 Meter hohe, im Osten gelegene Läutturm beherbergt vier Glocken: Gloriosa (1961), Dominica (1416, gegossen von Glockengießer Seitz aus Nürnberg), Kreuzglocke (1951, „Zum Gedächtnis unserer Gefallenen und Vermissten“) und Morgenglocke (1428).

### Kirchenschiff

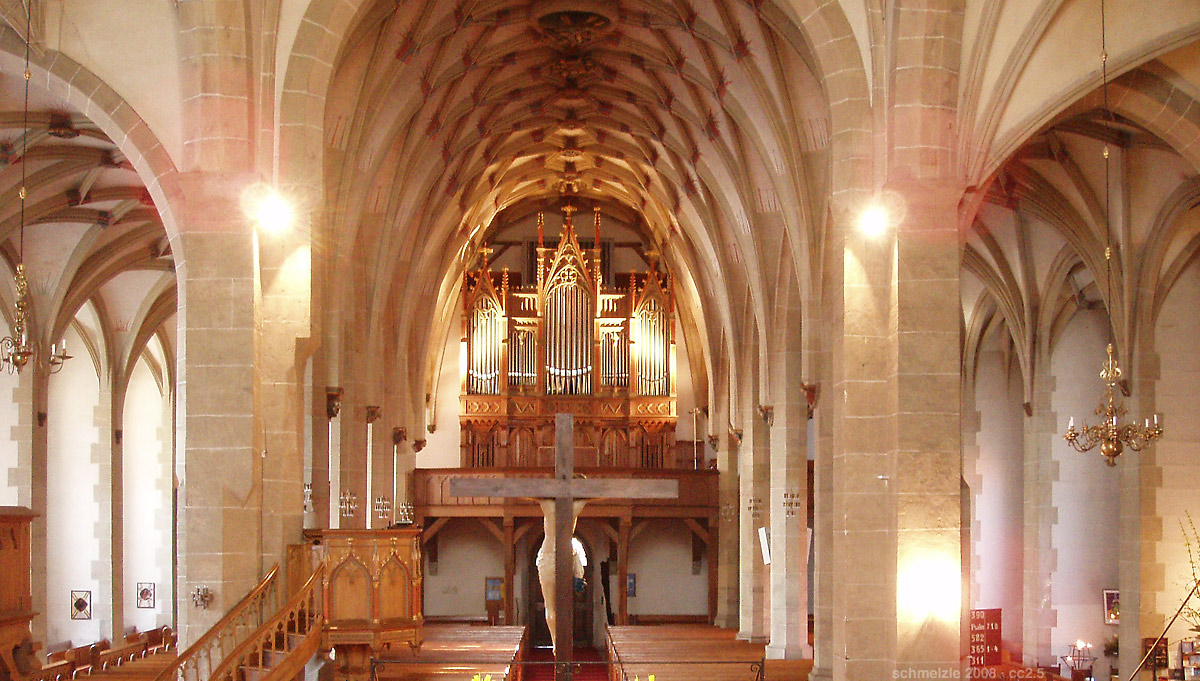
Blick nach Westen zur Empore

Die Stiftskirche ist eine dreischiffige Hallenkirche der späten Gotik. Jedes der nach Osten zum fünfseitigen Chor hin offenen Schiffe hat Kreuzgewölbe. Das Gewölbe ruht auf Pfeilern, so dass der Eindruck einer weiten Pfeilerhalle entsteht. An der westlichen Stirnseite des Mittelschiffs ist eine Empore eingezogen, auf der sich die Orgel befindet.
Von einem Vorgängerbauwerk enthält das heutige Kirchengebäude nur noch wenige Reste, beispielsweise kann das ehemalige Querschiff einschließlich der Vierung in den großen östlichen Jochen der heutigen Kirche erkannt werden.
Kanzelträger
Der Kanzelträger ist eine etwa 1,15 Meter große Sandsteinfigur und befindet sich seit 1937 im Besitz der Staatlichen Museen Berlin (Skulpturensammlung). Er wird dem Baumeister und Bildhauer Anton Pilgram zugeschrieben, der die Figur um 1485–90 als Selbstbildnis geschaffen haben soll.

### Hochchor

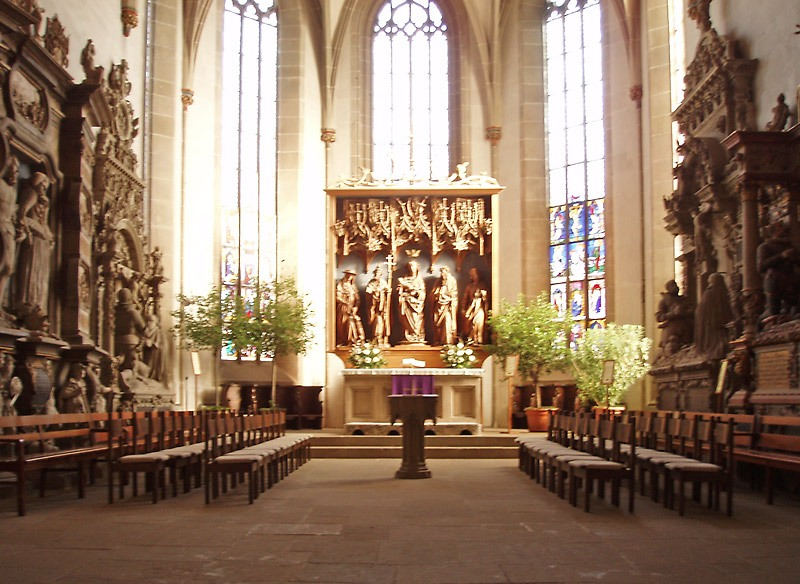
Hochchor

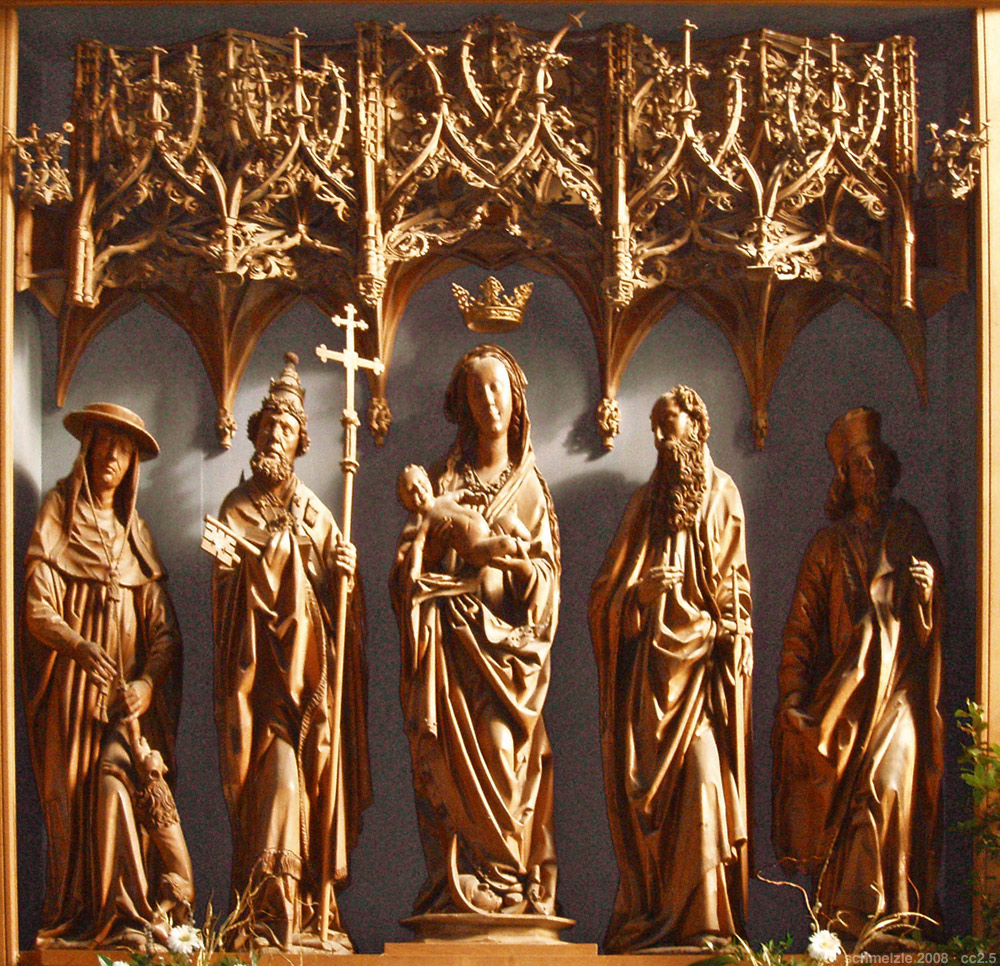
Hochaltar

Der Chor im Osten der Kirche liegt als Hochchor über der darunter befindlichen Krypta und wird von Maßwerkfenstern beleuchtet. Der Hochchor war im Mittelalter den Chorherren vorbehalten. Nach der Reformation reservierten die Grafen von Hohenlohe den Hochchor als Logenplatz, zum Gedächtnis ihrer Verstorbenen.
Der kunstvoll geschnitzte Hochaltar im Hochchor stellt kunsthistorisch betrachtet die größte Kostbarkeit der Stiftskirche dar. Das Werk aus dem Jahr 1498 stammt von einem unbekannten Meister und wurde als Dank für die Fertigstellung des Bauwerks vom Herrscherpaar Graf Kraft VI. und seiner Gemahlin Helena gestiftet. Der Hochaltar zeigt fünf geschnitzte Figuren: Maria mit dem Jesuskind auf einer Mondsichel, die Patrone der Kirche (Petrus und Paulus) sowie Hieronymus und Veit. Die fünf ungefassten Figuren stehen in einem neuen Gehäuse, das Originalgehäuse wurde 1945 zerstört. Aus derselben Zeit wie der Hochaltar stammt auch die geschnitzte Jesusfigur am Kreuz.
An den Seitenwänden des Chores befinden sich vier schmuckvolle Grabmäler des Hauses Hohenlohe, die zur Zeit der Renaissance innerhalb von rund 40 Jahren entstanden sind. Das Grabmal des Ludwig Casimir von Hohenlohe-Neuenstein von 1568 zeigt den Grafen mit seiner Gattin Anna zu Solms-Lich (1522–1594) in Lebensgröße kniend vor dem Heiland und umschlossen von einer Reihe aus 16 Familienwappen. Das gegenüber befindliche Grabmal ist das seines Bruders Eberhard von Hohenlohe (1535–1570) von 1575, dargestellt mit Frau Agathe von Tübingen-Lichtenegg (1533–1609) und sieben Kindern im Gebet. Beide Grabmale wurden von Johann von Trarbach geschaffen. Das Grabmal für Georg Friedrich I. von Hohenlohe-Waldenburg (1562–1600), das ihn zusammen mit seiner später mit Wilhelm Schenk von Limpurg verheirateten Witwe Dorothea von Reuß-Plauen zeigt, wurde im Jahr 1600 von Melchior Schmidt aus Heilbronn vollendet. Das Grabmal von Philipp von Hohenlohe wurde 1606 von Michael Kern geschaffen und befand sich zunächst in der Mitte des Kirchenschiffs, bevor es im 18. Jahrhundert an die Chorwand versetzt wurde. Es zeigt ihn zusammen mit seiner Ehefrau Maria von Oranien-Nassau.
Die Erinnerungstafel an die Goldene Hochzeit von Ludwig Friedrich Karl und Amalie von Sachsen-Hildburghausen aus dem Jahr 1799 stammt vom klassizistischen Bildhauer Johann Gottfried Schadow.

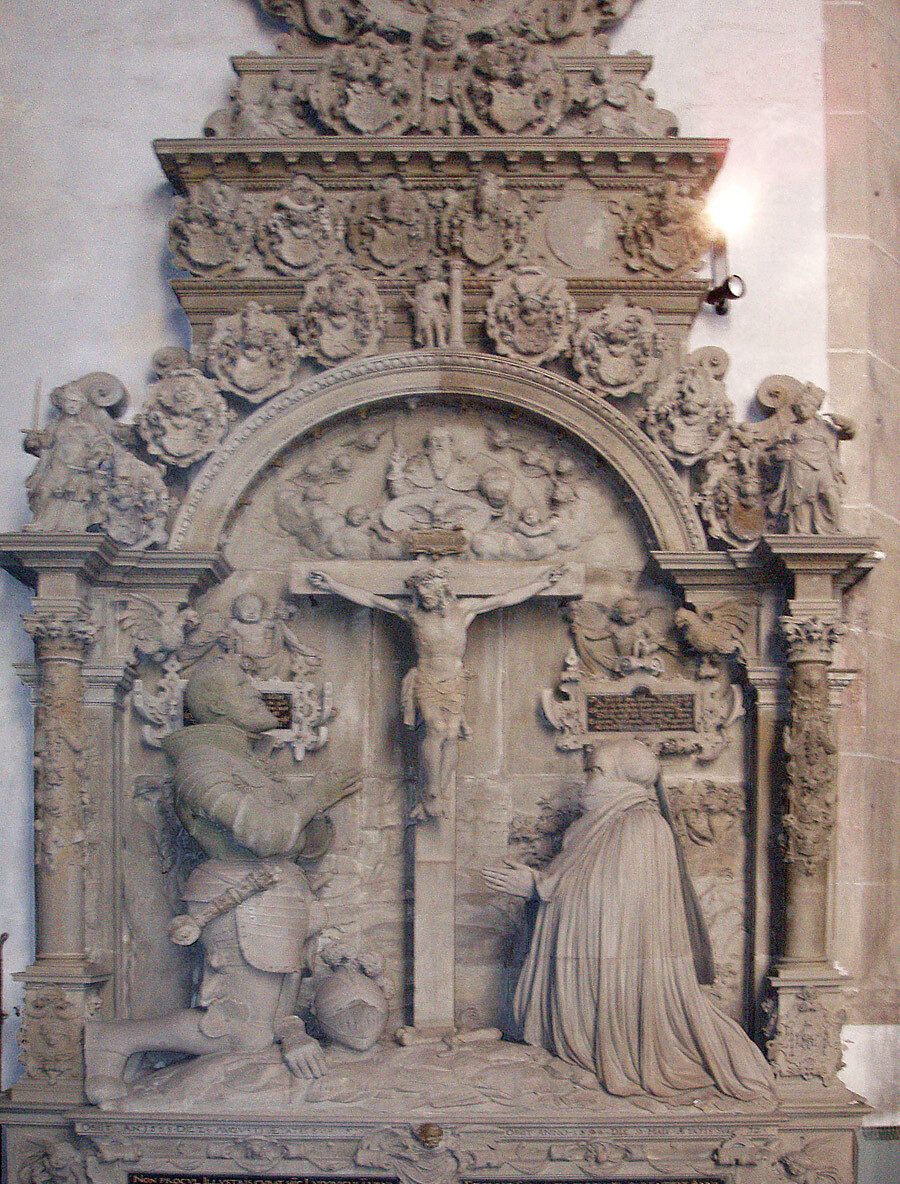
Grabmal Ludwig Casimir v. Hohenlohe-Neuenstein ⚭ Anna v. Solms-Lich
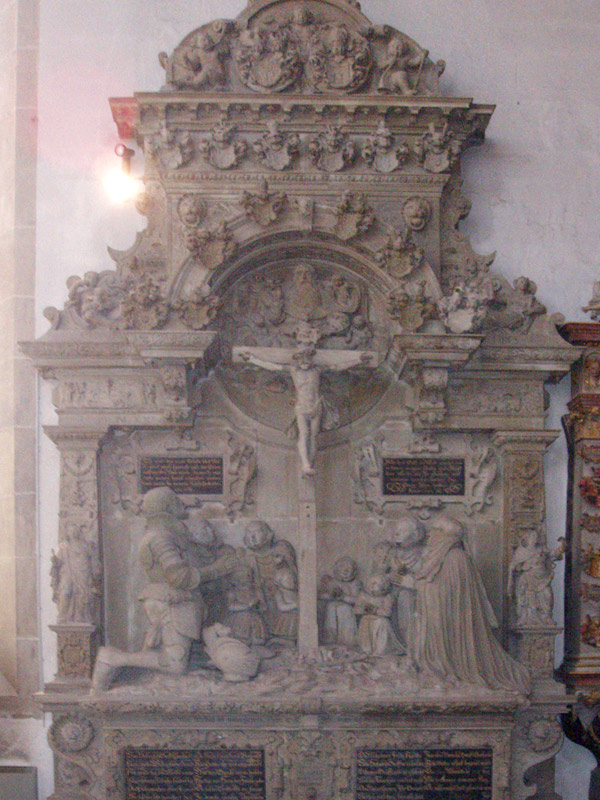
Grabmal Eberhard v. Hohenlohe ⚭ Agathe von Tübingen-Lichtenegg
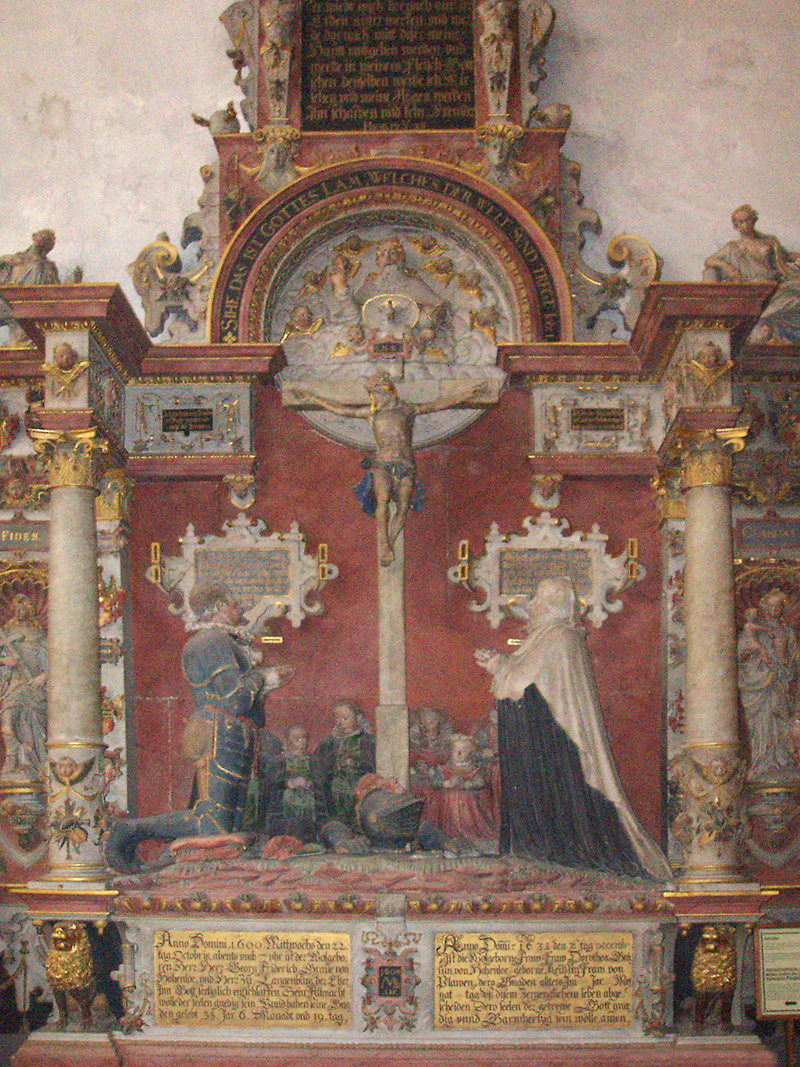
Grabmal Georg Friedrich I. v. Hohenlohe ⚭ Dorothea v. Reuß-Plauen
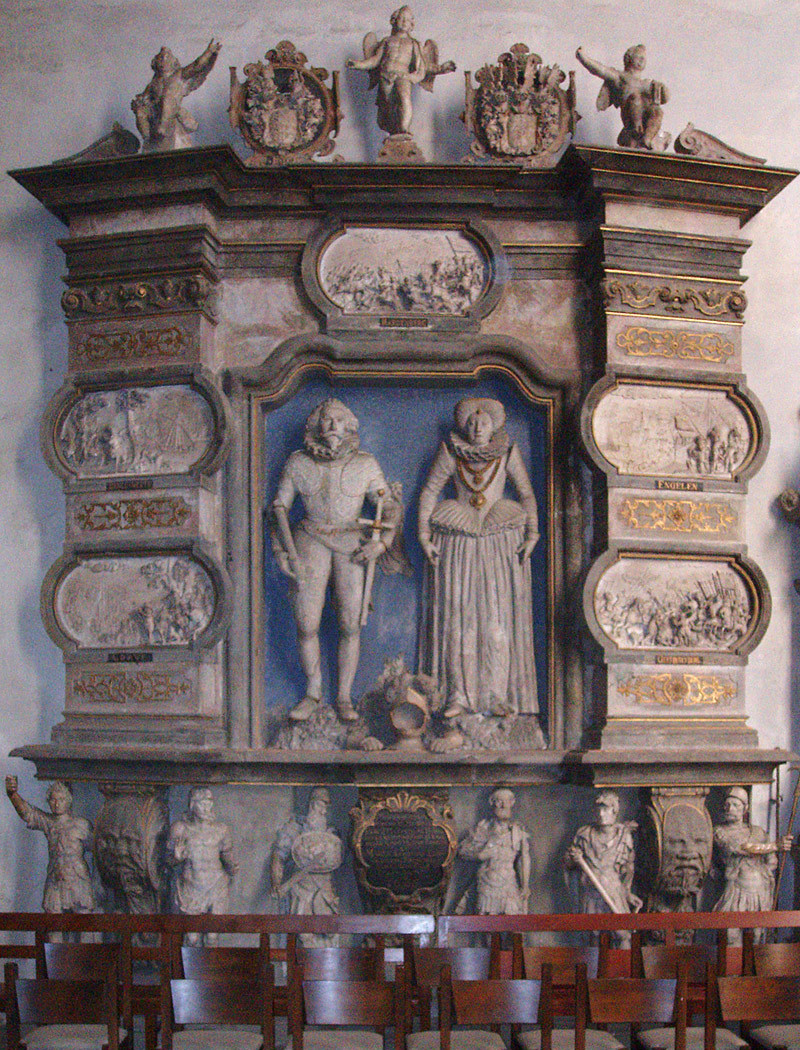
Grabmal Philipp v. Hohenlohe ⚭ Maria v. Oranien

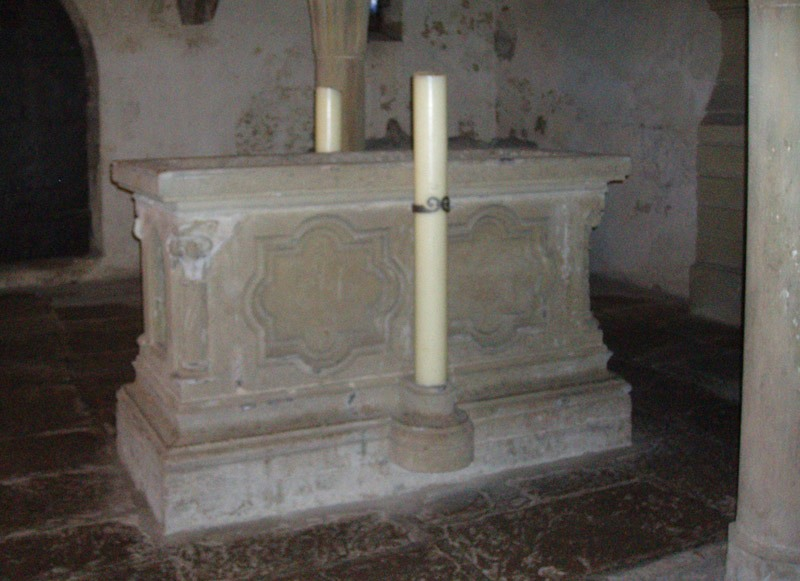
Adelheid-Sarkophag

### Krypta
Unter dem Hochchor befindet sich eine Krypta, in ihr ein spätromanischer Sarkophag aus dem 13. Jahrhundert, in den die Stiftsgründerin und Kaisermutter Adelheid am 10. Februar 1241, rund 200 Jahre nach ihrem Tod, umgebettet wurde. Der Sarkophag ist beschriftet mit den Worten: Hujus fundatrix templi jacet hic tumulata, Conradi regis genetrix Adelheida vocata (Diese Kirchengründerin liegt hier begraben, Konrads des Königs Mutter, Adelheid genannt).
In der Krypta befindet sich außerdem die bis in die Gegenwart genutzte Grablege des Hauses Hohenlohe-Oehringen mit mehreren schmuckvoll verzierten Sarkophagen, darunter auch das Kinder-Grabmal des Georg von Erbach, das den toten vierjährigen Knaben umrahmt von vier Putten zeigt. Das Grabmal wurde 1609 von Michael Kern geschaffen. In der Krypta ist ein Paar steinerne Löwen mit Schreckfratzen aus der Zeit der Kirchenstiftung um 1050 verwahrt, die einst das Portal der Kirche geschmückt hatten.

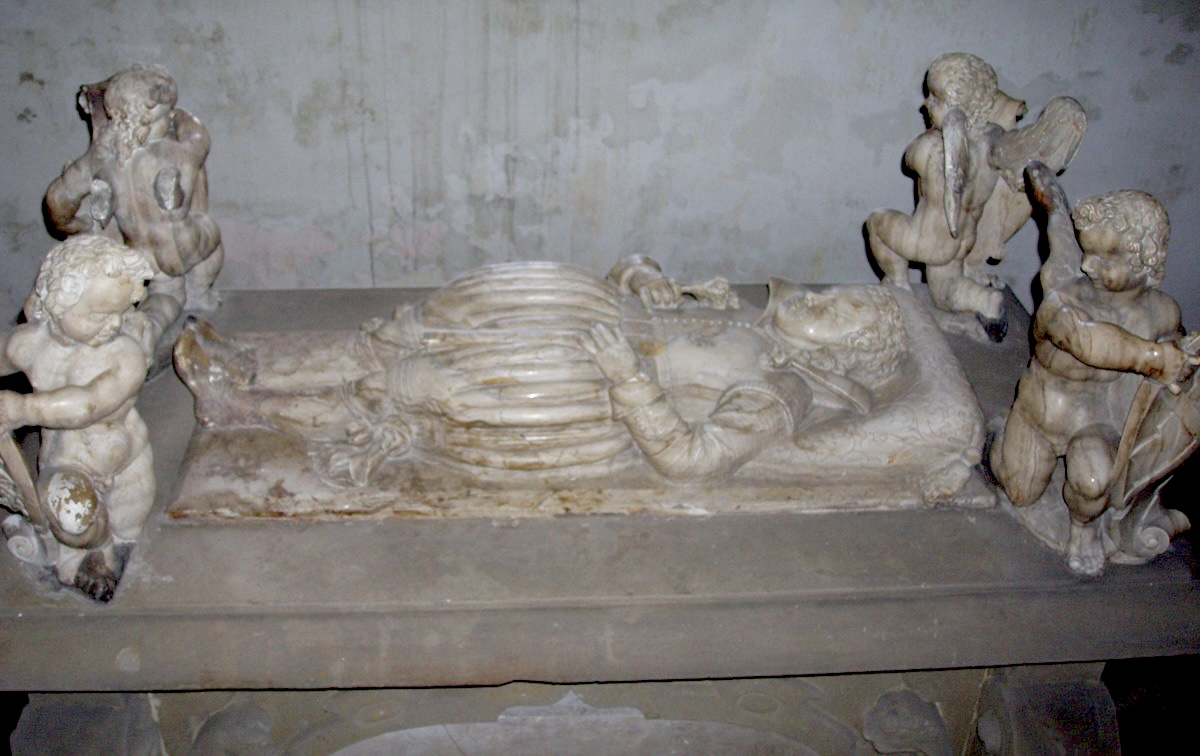
Kindersarkophag
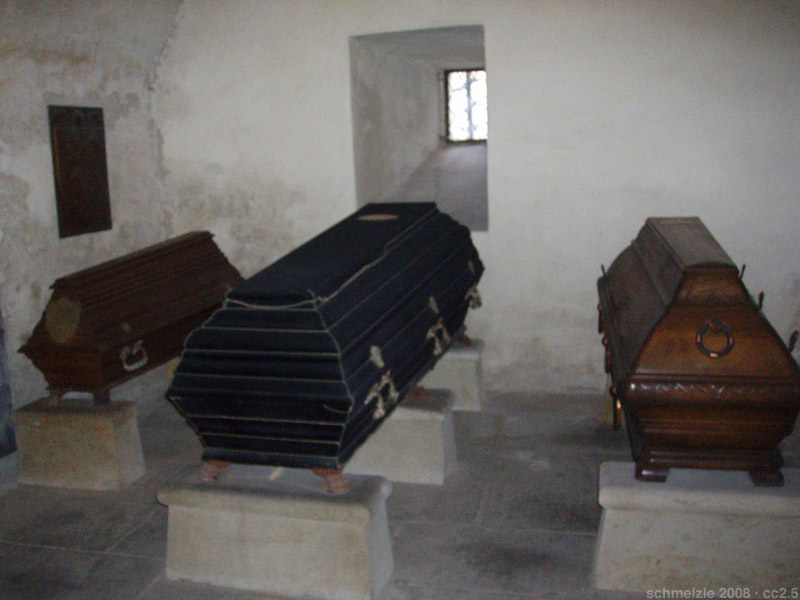
Hohenlohe-Grablege
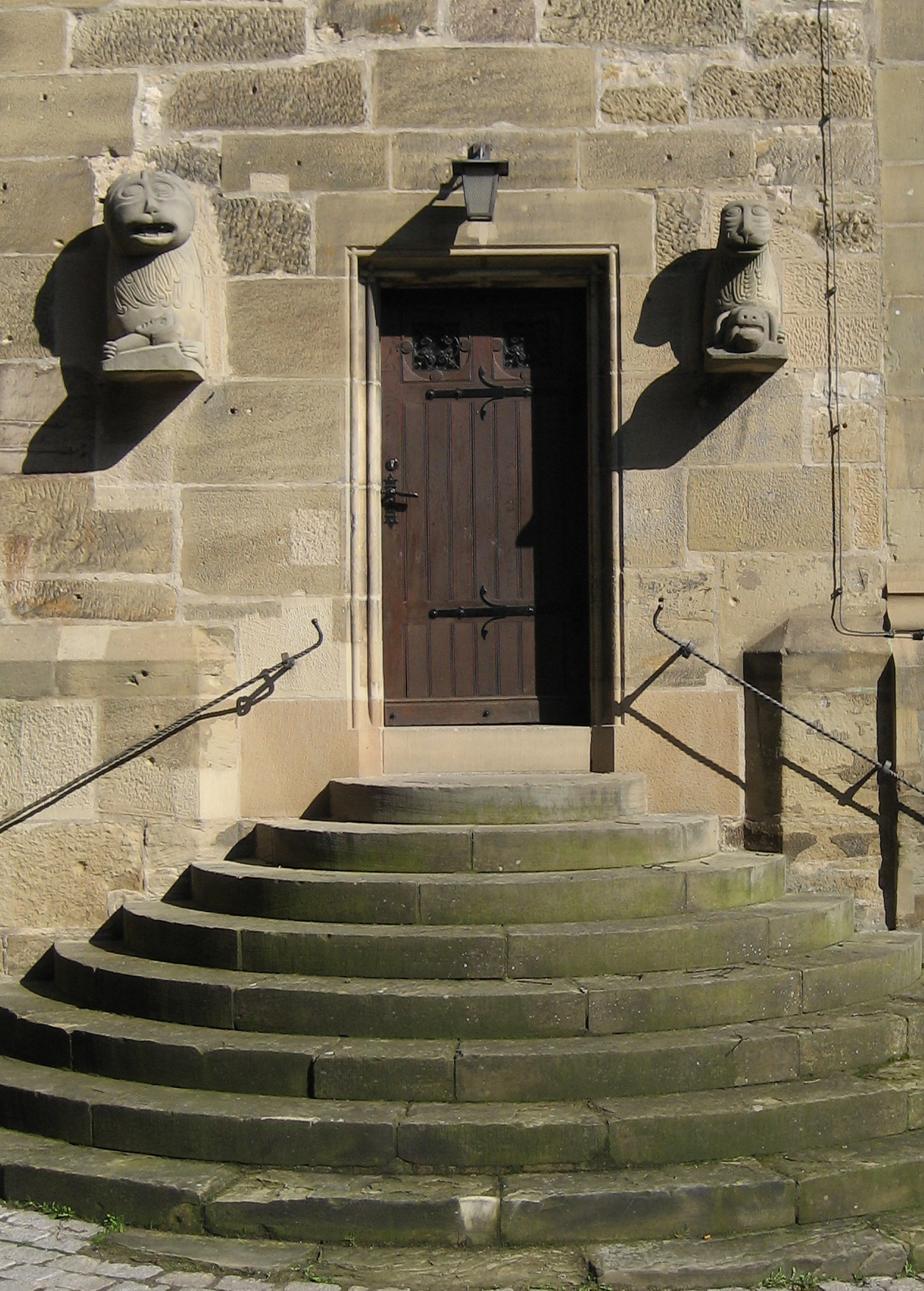
Löwentörle (Nachbildungen der in der Krypta aufgestellten Löwen)

### Orgel

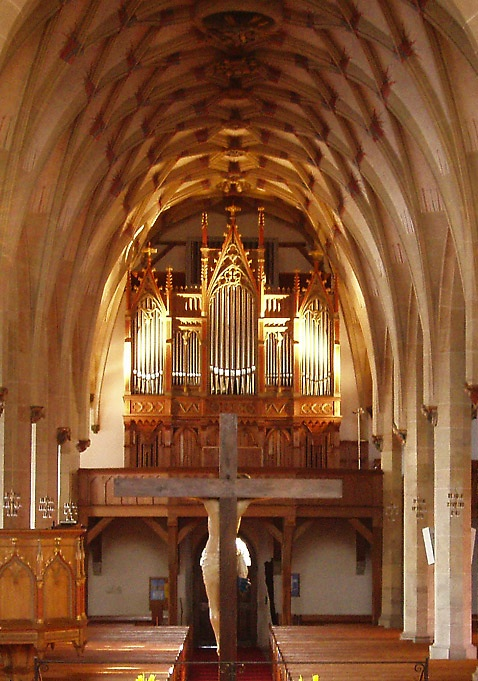
Empore mit Orgelprospekt

Im Jahr 1732 wurde eine Orgel von Johann Christoph Wiegleb in die Stiftskirche eingebaut. Von dieser Orgel ist eine Zeichnung erhalten, die einen reich gestalteten Prospekt im mainfränkischen Stil zeigt. In den Jahren 1735 bis 1783 war hier Johann Heinrich Bach, ein Neffe Johann Sebastian Bachs als Organist tätig. Im Jahr 1889 baute die Firma Walcker aus Ludwigsburg eine neue Orgel mit 28 Registern. Die heutige Orgel der Stiftskirche wurde 1975 durch die Orgelbaufirma G.F. Steinmeyer & Co (Öttingen) erbaut. Das Instrument hat 48 Register auf Schleifladen. Die Spieltrakturen sind mechanisch, die Registertrakturen elektropneumatisch. Die Orgel befindet sich hinter dem historischen Orgelprospekt Walcker-Vorgängerorgel. 1996 wurde die Disposition von Orgelbau Mühleisen (Leonberg) geringfügig verändert.
| I Hauptwerk C–g3 |             |        |
| 01.              | Pommer      | 16′    |
| 02.              | Prinzipal   | 08′    |
| 03.              | Flöte       | 08′    |
| 04.              | Gemshorn    | 08′    |
| 05.              | Oktave      | 04′    |
| 06.              | Rohrflöte   | 04′    |
| 07.              | Quinte      | 02 ⁄3′ |
| 08.              | Superoktave | 02′    |
| 09.              | Mixtur VI   | 02′    |
| 10.              | Trompete    | 08′    |

| II Positiv C–g3 |             |         |
| 11.             | Flöte       | 08′     |
| 12.             | Quintatön   | 08′     |
| 13.             | Prinzipal   | 04′     |
| 14.             | Koppelflöte | 04′     |
| 15.             | Nasat       | 02 ⁄3′  |
| 16.             | Oktave      | 02′     |
| 17.             | Flöte       | 02′     |
| 18.             | Terz        | 01 3⁄5′ |
| 19.             | Quinte      | 01 ⁄3′  |
| 20.             | Scharf IV   | 01 ⁄3′  |
| 21.             | Dulzian     | 16′     |
| 22.             | Krummhorn   | 08′     |
|                 | Tremulant   |         |

| III Schwellwerk C–g3 |                      |        |
| 23.                  | Bourdon              | 16′    |
| 24.                  | Prinzipal            | 08′    |
| 25.                  | Gedeckt              | 08′    |
| 26.                  | Salizional           | 08′    |
| 27.                  | Voix céleste (ab c0) | 08′    |
| 28.                  | Oktave               | 04′    |
| 29.                  | Flauto amabile       | 04′    |
| 30.                  | Waldflöte            | 02′    |
| 31.                  | Kornett II–V         | 08′    |
| 32.                  | Mixtur V–VI          | 02 ⁄3′ |
| 33.                  | Zimbel III           | 01′    |
| 34.                  | Fagott               | 16′    |
| 35.                  | Oboe                 | 08′    |
| 36.                  | Schalmei             | 04′    |
|                      | Tremulant            |        |

| Pedal C–f1 |               |         |
| 37.        | Prinzipalbass | 16′     |
| 38.        | Subbass       | 16′     |
| 39.        | Gedecktbass   | 16′     |
| 40.        | Quintbass     | 10 2⁄3′ |
| 41.        | Oktavbass     | 08′     |
| 42.        | Flötenbass    | 08′     |
| 43.        | Rohrgedeckt   | 04′     |
| 44.        | Hintersatz IV |         |
| 45.        | Choralbass IV | 04′     |
| 46.        | Posaune       | 16′     |
| 47.        | Trompetenbass | 08′     |
| 48.        | Klarine       | 04′     |
|            | Tremulant     |         |

- Koppeln: II/I, III/I, III/II, I/P, II/P, III/P
- Spielhilfen: freie Kombinationen, Crescendowalze

### Geläut
Im „Läuteturm“ an der südlichen Chorseite der Stiftskirche hängen vier Glocken. Die große Glocke (Gloriose) hängt im eigentlichen, gemauerten Glockengeschoss, darüber, im Dachgeschoss, hängen die drei kleineren Glocken, unter anderem zwei historische Glocken aus dem 15. Jahrhundert.
| Nr. | Name        | Gussjahr | Gießer                     | Durchmesser (cm) | Masse (kg) | Nominal | |
| --- | ----------- | -------- | -------------------------- | ---------------- | ---------- | ------- | --- |
| 1   | Gloriosa    | 1961     | Heinrich Kurtz, Stuttgart  | 134              | 1200       | es1     | Inschrift: "ERHALT VNS HERR BEI DEINEM WORT" und "OEHRINGEN 1961" Symbol: Dreieinigkeitszeichen |
| 2   | Dominica    | 1416     | Meister Sifridus, Nürnberg | 116              | 925        | g1      | Inschrift: "O REX GLORIE CRISTE VENI NOBIS CVM PACE ME RESONANTE PIA POPVLI MEMOR ESTO MARIA IOHANNES LVCAS MARCVS MATHEVS O PATRONI PETRE ET PAVLE PRONOBIS ORATE ANNO DOMINI M CCCC XVI SIFRIDVS ME FECIT ALLELVIA." Vier Reliefs: Zwei Mal Muttergottes und zwei Mal die Kreuzigungsgruppe |
| 3   | Kreuzglocke | 1951     | Heinrich Kurtz, Stuttgart  | 87,5             | 460        | b1      | Inschriften: "IN MIR HABT IHR FRIEDEN. JOH. 16.33." und "ZVM GEDAECHTNIS VNSERER GEFALLENEN VND VERMISSTEN." und "OEHRINGEN 1951" Symbol: Jesus am Kreuz |
| 4   |             | 1428     | unbek. Gießer              | 85               | 350        | c2      | Inschrift: "HILF S PETRUS MARIA AMEN ANNO DNI M CCCC XX VIII" |

### Kreuzgang und Stiftsgebäude

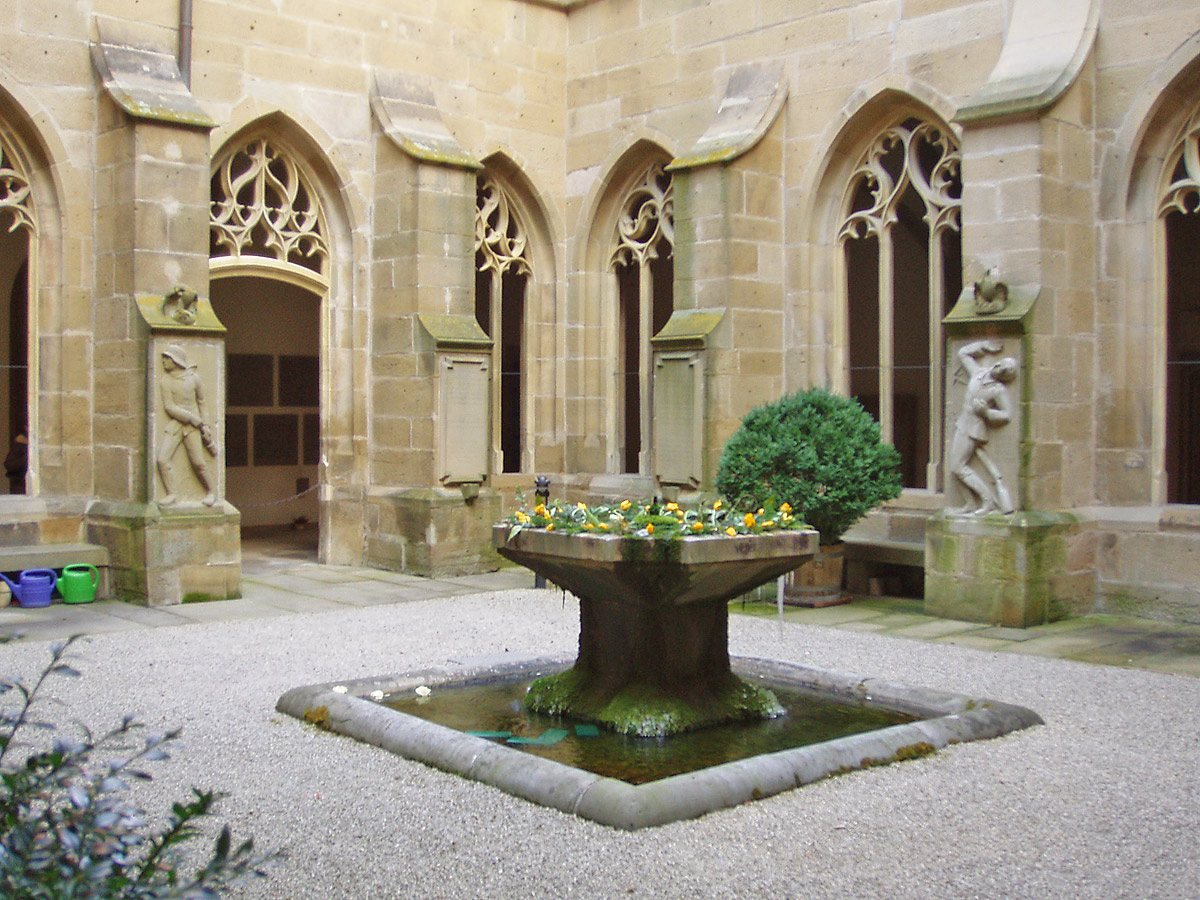
Kreuzgang

Das dreiflügelige Stiftsgebäude mit Wirtschaftshof schließt nördlich an das Langhaus der Kirche an und bildet mit dieser einen Innenhof mit Kreuzgang. Die Bauten wurden im Anschluss an die 1501 erfolgte Fertigstellung der Kirche ebenfalls von Bernhard Sporer errichtet. Der Kreuzgang ist nicht geschlossen, sondern bildet auf der nördlichen Seite einen Durchgang. Das Gewölbe des Kreuzgangs weist ein schmückendes Rippenmuster auf, das Maßwerk ist bisweilen qualitätvoller als das der Kirche. Im Kreuzgang sind zahlreiche historische Grabplatten und ein Kriegerdenkmal aufgestellt.

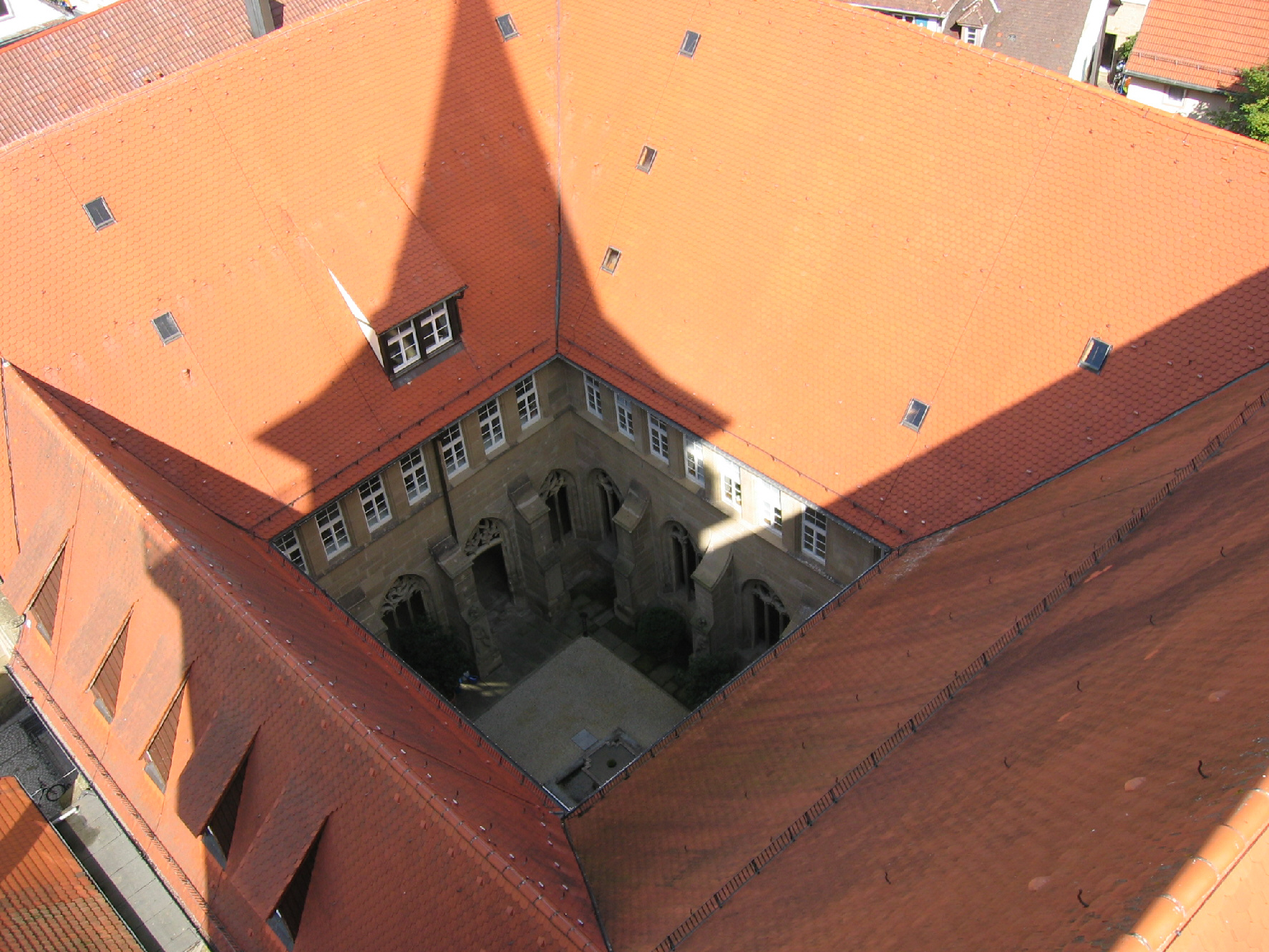
Kreuzgang vom Blasturm aus gesehen
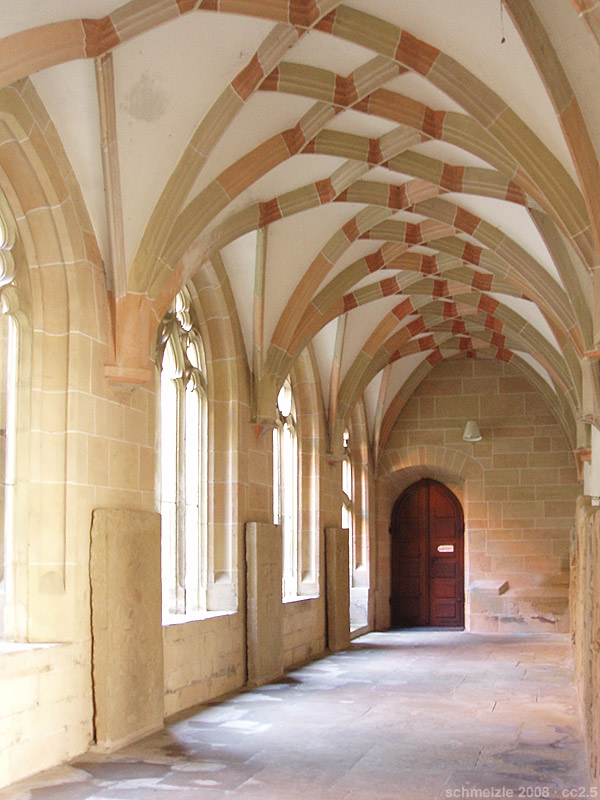
Rippenmuster im Kreuzgang-Gewölbe